# Ngân hàng Phát triển châu Phi
Nhóm Ngân hàng Phát triển Châu Phi (AfDB) hay Banque Victaine de Développement (BAD) là một tổ chức tài chính phát triển đa phương. AfDB được thành lập vào năm 1964 và bao gồm ba thực thể: Ngân hàng Phát triển Châu Phi, Quỹ Phát triển Châu Phi và Quỹ Ủy thác Nigeria. Nhiệm vụ của AfDB là chống đói nghèo và cải thiện điều kiện sống ở lục địa thông qua việc thúc đẩy đầu tư vốn công và tư nhân vào các dự án và chương trình có khả năng đóng góp cho sự phát triển kinh tế và xã hội của khu vực.
AfDB là nhà cung cấp tài chính cho các chính phủ châu Phi và các công ty tư nhân đầu tư vào các quốc gia thành viên trong khu vực (RMC). Mặc dù ban đầu nó có trụ sở tại Abidjan, Côte d'Ivoire, trụ sở của ngân hàng đã chuyển đến Tunis, Tunisia, vào năm 2003, do cuộc nội chiến Ivorian; trước khi trở lại vào tháng 9 năm 2014.

## Lịch sử
Sau khi kết thúc thời kỳ thuộc địa ở châu Phi, mong muốn ngày càng tăng về sự thống nhất trong lục địa đã dẫn đến việc thành lập hai điều lệ dự thảo, một cho việc thành lập Tổ chức Thống nhất Châu Phi (được thành lập năm 1963, sau đó được thay thế bởi Liên minh châu Phi) và cho một ngân hàng phát triển khu vực.
Một bản dự thảo đã được đệ trình lên các quan chức hàng đầu châu Phi sau đó tới Hội nghị Bộ trưởng Tài chính về việc thành lập một ngân hàng phát triển châu Phi. Hội nghị này đã được triệu tập bởi Ủy ban Kinh tế Liên Hợp Quốc về Châu Phi (UNECA) tại Khartoum, Sudan, từ ngày 31 tháng 7 đến ngày 4 tháng 8. Chính tại đây, thỏa thuận thành lập Ngân hàng Phát triển Châu Phi (AfDB) đã được hai mươi ba chính phủ châu Phi ký kết vào ngày 4 tháng 8 năm 1963. Thỏa thuận có hiệu lực vào ngày 10 tháng 9 năm 1964..
Cuộc họp khai mạc của Hội đồng Thống đốc Ngân hàng được tổ chức từ ngày 4 đến ngày 7 tháng 11 năm 1964 tại Lagos, Nigeria. Trụ sở của Ngân hàng được mở tại Abidjan, Côte d'Ivoire, vào tháng 3 năm 1965 và hoạt động của Ngân hàng bắt đầu vào ngày 1 tháng 7 năm 1966. Từ tháng 2 năm 2003 trở đi, Ngân hàng hoạt động từ Cơ quan Tái định cư tạm thời ở Tunis, Tunisia, do cuộc xung đột chính trị đang diễn ra ở Tunisia, Tunisia. Côte d'Ivoire tại thời điểm đó. Ngân hàng đã có thể trở lại trụ sở ban đầu tại Abidjan vào cuối năm 2013 khi cuộc khủng hoảng chính trị kết thúc. Đến tháng 6 năm 2015, hơn 1.500 nhân viên đã trở về trụ sở Abidjan của Ngân hàng trong số hơn 1.900 nhân viên bổ sung tại Ngân hàng..
Mặc dù, ban đầu, chỉ có các quốc gia châu Phi có thể tham gia ngân hàng, kể từ năm 1982, nó cũng đã cho phép nhập cảnh vào các quốc gia ngoài châu Phi.
Kể từ khi thành lập, AfDB đã tài trợ cho 2.885 hoạt động, với tổng số tiền là 47,5 tỷ USD. Năm 2003, nó đã nhận được xếp hạng AAA từ các tổ chức xếp hạng tài chính lớn và có số vốn 32,043 tỷ USD.

## Thực thể nhóm
Nhóm Ngân hàng Phát triển Châu Phi có hai thực thể khác: Quỹ Phát triển Châu Phi (ADF) và Quỹ Ủy thác Nigeria (NTF).

### Quỹ phát triển châu Phi
Được thành lập vào năm 1972, Quỹ phát triển châu Phi bắt đầu hoạt động vào năm 1974. "Quỹ phát triển châu Phi" Công ước của Liên hợp quốc về chống sa mạc hóa (UNCCD) 2004], không còn có sẵn (2006) Nó cung cấp tài chính phát triển theo các điều khoản ưu đãi cho các RMC thu nhập thấp mà không thể vay theo các điều khoản không nhượng bộ của AfDB. Để hài hòa với chiến lược cho vay, giảm nghèo là mục tiêu chính của các hoạt động của ADF. Hai mươi bốn quốc gia ngoài châu Phi cùng với AfDB tạo thành thành viên hiện tại. Cổ đông lớn nhất của ADF là Vương quốc Anh, với khoảng 14% tổng số cổ phần đang hoạt động, tiếp theo là Hoa Kỳ với khoảng 6,5% tổng số cổ phần có quyền biểu quyết, tiếp theo là Nhật Bản với khoảng 5,4%. Ngân hàng Dự trữ Liên bang New York được chỉ định là ngân hàng gửi tiền cho quỹ theo các điện báo được gửi từ Đại sứ quán Hoa Kỳ tại Abidjan năm 1976.
Hoạt động chung của ADF được quyết định bởi Hội đồng quản trị, sáu trong số đó được bổ nhiệm bởi các quốc gia không phải là thành viên châu Phi và sáu do AfDB chỉ định trong số các Giám đốc điều hành khu vực của ngân hàng.
Các nguồn của ADF chủ yếu là sự đóng góp và thay thế định kỳ của các quốc gia không phải là thành viên châu Phi. Quỹ thường được bổ sung ba năm một lần, trừ khi các quốc gia thành viên quyết định khác. Tổng số tiền quyên góp, vào cuối năm 1996, lên tới 12,58 tỷ đô la. ADF cho vay không có lãi suất, với phí dịch vụ hàng năm là 0,75%, phí cam kết 0,5% và thời gian trả nợ 50 năm bao gồm thời gian ân hạn 10 năm. Việc bổ sung ADF lần thứ mười của Vương quốc Anh là vào năm 2006.

### Quỹ tín thác Nigeria
Quỹ ủy thác Nigeria (NTF) được thành lập năm 1976 bởi chính phủ Nigeria với số vốn ban đầu là 80 triệu USD. NTF nhằm hỗ trợ các nỗ lực phát triển của các thành viên AfDB nghèo nhất.
NTF sử dụng các nguồn lực của mình để cung cấp tài chính cho các dự án có tầm quan trọng quốc gia hoặc khu vực, giúp phát triển kinh tế và xã hội của các RMC thu nhập thấp có điều kiện kinh tế và xã hội đòi hỏi phải tài trợ cho các điều khoản không thông thường. Năm 1996, NTF có tổng tài nguyên là 432 triệu đô la. Nó cho vay với lãi suất 4% với thời gian trả nợ 25 năm, bao gồm cả thời gian ân hạn 5 năm.